# Khezara
Khezara là một đô thị thuộc tỉnh Guelma, Algérie. Dân số thời điểm năm 2002 là 8.154 người.